# Лили Иванова 2024
„Лили Иванова 2024“ е студиен албум на българската певица Лили Иванова, издаден на 14 декември 2024 г. от собствения ѝ лейбъл „ЛИ1“ ЕООД. Представен е на компактдиск в нестандартна опаковка с размер на малка грамофонна плоча, която се изработва за пръв път за български изпълнител. В кутията има и книжка с цветни страници, съдържаща снимки от турнето на певицата от същата година с избрани цитати от текстовете на песните в албума. QR код от вътрешната страна на обложката отвежда притежателите към уебстраница с допълнително съдържание като кадри от фотосесията за албума и от процеса на записване на песните и линкове за слушане в онлайн музикални платформи.
Албумът съдържа няколко добре познати песни от дискографията на певицата в нови аранжименти, последователно представени на публиката по време на последните ѝ няколко турнета. В траклиста намират място и две нови песни: „Два белега“, изпълнена за пръв път по време на концертите на Лили в НДК през декември 2023 г., и „Ненужен спомен“, представена на Годишните музикални награди на БГ Радио през 2024 г.

## Списък с песните
1. „Два белега“ – 4:02 (Музика: Огнян Енев, текст: Мартин Карбовски)
2. „Студ“ – 3:12 (Музика: Асен Гаргов, текст: Дамян Дамянов)
3. „Сълза“ – 4:07 (Музика: Александър Кипров, текст: Надежда Захариева)
4. „Животе мой“ – 3:42 (Музика: Александър Кипров, текст: Дамян Дамянов)
5. „Покруса“ – 4:01 (Музика: Александър Кипров, текст: Дамян Дамянов)
6. „Ветрове“ – 4:47 (Музика: Герасим Красимиров, текст: Борислав Мирчев)
7. „Ненужен спомен“ – 3:28 (Музика: Ангел Дюлгеров, текст: Александър Петров)

## Екип
- LI Orchestra – Ангел Дюлгеров (китари, програмиране), Иван Йорданов – Чери (китари), Огнян Енев (пиано), Орлин Цветанов (цигулка), Христо Михалков (бас китара), Росен Ватев (барабани), LaTiDa (беквокали)
- Музикален продуцент – Ангел Дюлгеров
- Звукозапис – Пламен Пенчев, „Sofia Session Studio“
- Миксиране – Ангел Дюлгеров
- Мастериране – Младен Димитров – Mr. Moon
- Фотографи – Костадин Кръстев – Коко, Ина Янева
- Графичен дизайн и оформление – Ина Янева
- Консултант дизайн – Костадин Кръстев – Коко
- Коса – Милена Димитрова – Фифи, „Fetish Hair Studio“
- Грим – Кирил Чалъков
- Организация и PR – Николай Недеков
- Продуцент – Лили Иванова, „ЛИ1“ ЕООД[1]